# Valentino Garavani
Valentino Clemente Ludovico Garavani, známý jako Valentino (* 11. května 1932) je italský módní návrhář, parfumérní designér a podnikatel. Mezi jeho nejznámější zákaznice patřily např. herečka Elizabeth Taylorová a první dáma USA Jacqueline Kennedyová-Onassisová.
Módním návrhářem chtěl být již od dětství, také proto vystudoval specializovanou francouzskou oděvní a designérskou školu Chambre Syndicate de la Haute Couture. Na podkladě konkurzu se posléze stal pracovníkem francouzského módního domu Jean Desses, kde spolupracoval po dva roky s Guy Larochem. Ve Francii působil v letech 1949–1959.
Poté se vrátil do rodné Itálie, kde v roce 1959 poprvé představil svoje oděvní kolekce. Jeho popularita a známost velmi rychle stoupala nejprve v rodné Itálii, brzy však po celém světě. Stalo se tak v roce 1962, kdy zaujal pozornost na módní přehlídce ve Florencii.
Kromě navrhování oděvů se také věnuje navrhování vůní a parfémů. V lednu 2008 oficiálně ukončil svoji kariéru.

## Poznámka
Ve snímku Ďábel nosí Pradu si zahrál malou filmovou roli, kde hrál sám sebe.